# You and Me (álbum)
You and Me é  o segundo álbum de estúdio da cantora brasileira Gretchen, lançado em 1981.

## História
Após o sucesso do single 'Freak Le Boom Boom', do álbum My Name Is Gretchen, Gretchen volta aos estúdios na gravação de seu novo álbum. Nele foi extraído do álbum o sucesso Conga Conga Conga. O álbum vendeu mais de 500,000 cópias no Brasil.

## Faixas
Lado A
1. Carmem Miranda (J. Oliveira, Mister Sam)
2. You And Me (V. Guzzo, Mister Sam)
3. Give Me Love (Mister Sam)
4. Ricordi (Mister Sam, Gretchen)

Lado B
1. Quiero Ser Libre (Mister Sam)
2. Conga Conga Conga (Mister Sam)
3. Do You Wanna Love? (Mister Sam / V. Guzzo)
4. Climax In The Space (Sex Star) (Eduardo Assad / Gretchen)